# Haplidia houryae
Haplidia houryae är en skalbaggsart som beskrevs av Olivier Montreuil 2005. Haplidia houryae ingår i släktet Haplidia och familjen Melolonthidae. Inga underarter finns listade i Catalogue of Life.